# Matthew M. Neely

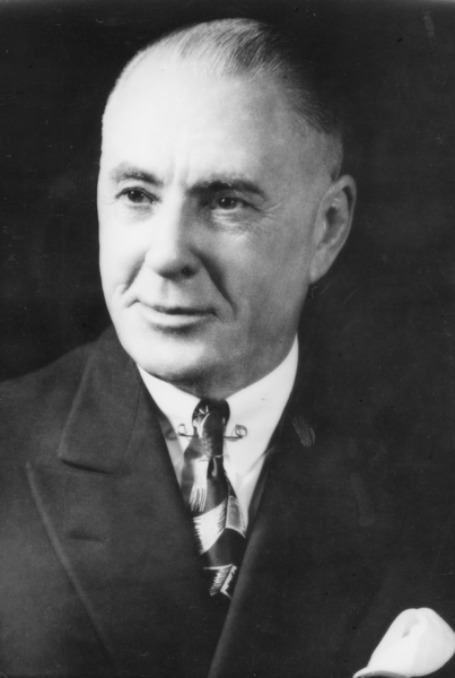
Matthew M. Neely

Matthew Mansfield Neely (* 9. November 1874 im Doddridge County, West Virginia; † 18. Januar 1958 in Washington, D.C.) war ein US-amerikanischer Politiker und von 1941 bis 1945 der 21. Gouverneur von West Virginia. Außerdem vertrat er diesen Bundesstaat in beiden Kammern des Kongresses.

## Frühe Jahre und politischer Aufstieg
Matthew Neely besuchte die öffentlichen Schulen seiner Heimat und das Salem College. Während des Spanisch-Amerikanischen Krieges von 1898 unterbrach er seine Ausbildung, um in die Armee einzutreten. Nach dem kurzen Krieg studierte er an der West Virginia University. Im Jahr 1902 machte er dort sein juristisches Examen. Nach seiner Zulassung als Rechtsanwalt praktizierte er in Fairmont im Marion County. Seine politische Laufbahn begann im Jahr 1908, als er für zwei Jahre Bürgermeister von Fairmont wurde. Zwischen 1911 und 1913 war er Verwaltungsangestellter des Repräsentantenhauses von West Virginia. Zwischen 1913 und 1921 vertrat er seinen Staat im US-Repräsentantenhaus in Washington. Er verfehlte 1920 die Wiederwahl, wurde aber 1922 für die Demokratische Partei in den Senat der Vereinigten Staaten gewählt. Dort amtierte er zwischen 1923 und 1929 als Senator. Nach einer kurzen Unterbrechung kehrte er von 1931 bis 1941 in den US-Senat zurück.

## Gouverneur von West Virginia
Im Jahr 1940 wurde Neely zum neuen Gouverneur von West Virginia gewählt. Er trat seine vierjährige Amtszeit am 13. Januar 1941 an. Als Gouverneur setzte sich Neely für eine Verbesserung der finanziellen Versorgung der Arbeitslosen ein. Er unterstützte auch die Einführung einer Menschenrechtskommission in West Virginia. Zudem erfolgte während seiner Regierungszeit eine Verbesserung auf dem Gebiet des Gesundheitswesens, vor allem bei der Bekämpfung von Krebs. Die Pensionen für Lehrer wurden angehoben, um den Beruf attraktiver zu machen: die Arbeitsschutzgesetze für Kinder wurden verschärft und die Sicherheitsvorschriften in den Bergwerken wurden ebenfalls verbessert, wodurch ein Rückgang der Unfallzahlen erreicht wurde. Seine Amtszeit wurde von den Ereignissen des Zweiten Weltkrieges überschattet. Seit dem 7. Dezember 1941, dem Tag des japanischen Angriffs auf Pearl Harbor, befanden sich die Vereinigten Staaten im Krieg mit Japan und Deutschland. Wie alle Gouverneure der anderen Bundesstaaten musste auch Neely seinen Beitrag zu den Kriegsanstrengungen der Regierung leisten. Die Industrieproduktion musste auf den Rüstungsbedarf umgestellt werden und Soldaten wurden für die Streitkräfte gemustert. Schon zur Mitte seiner Amtszeit bereute es Neely, seinen Senatssitz gegen das Amt des Gouverneurs eingetauscht zu haben. Daher ließ er sich bereits 1942 wieder für den US-Senat aufstellen. Da er allerdings unterlag, musste er seine Amtszeit als Gouverneur regulär beenden.

## Weiterer Lebenslauf
Nach Ablauf seiner Amtszeit wurde Neely noch einmal für zwei Jahre in das US-Repräsentantenhaus gewählt. Dort blieb er zwischen 1945 und 1947. Nach einer kurzen Unterbrechung kehrte er 1949 in den Senat der Vereinigten Staaten zurück und verblieb dort bis zu seinem Tod im Jahr 1958. Neely war jahrzehntelang einer der einflussreichsten Politiker der Demokratischen Partei in West Virginia. Ohne seine Zustimmung konnte kein Parteimitglied höhere Positionen im Staatsdienst erlangen. Matthew Neely war mit Alberta Claire Ramage verheiratet. Das Paar hatte drei Kinder.